# مایک ودگوود

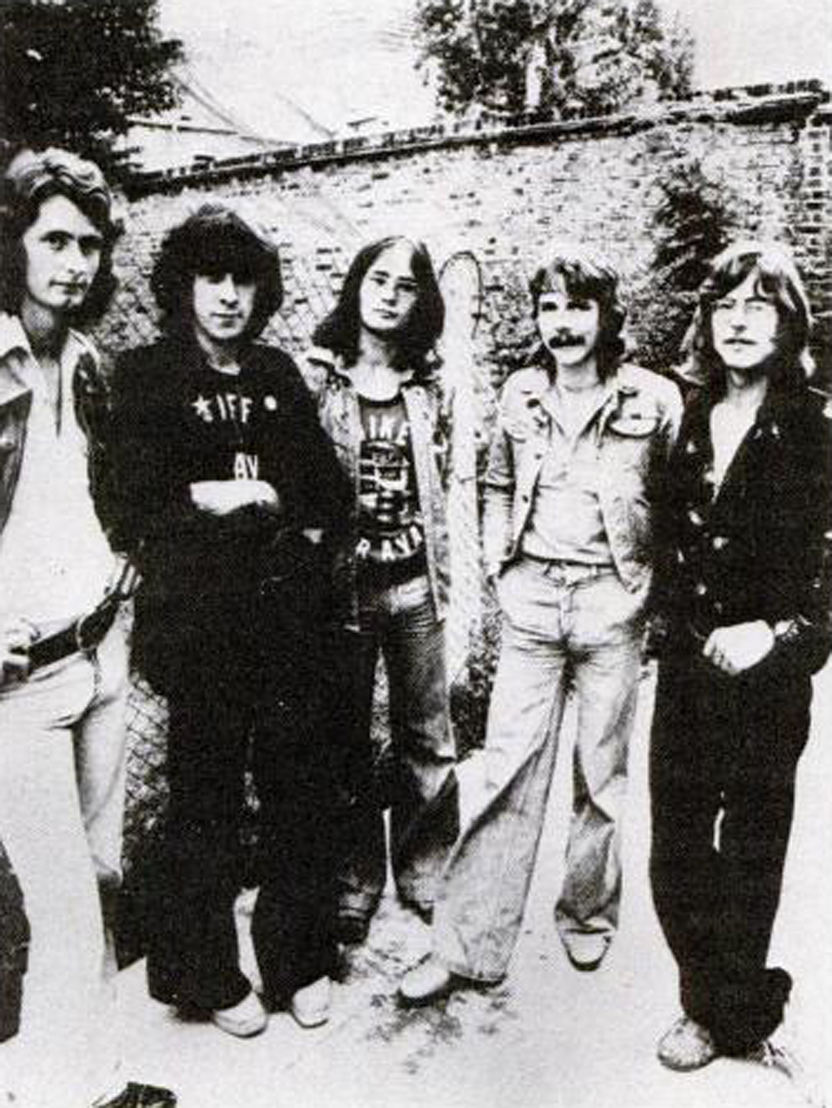
کاروان در سال ۱۹۷۴; از چپ به راست: پای هستینگز، جفری ریچاردسون، مایک ودگوود، ریچارد کوگلن و دیو سینکلر

مایک ودگوود (متولد ۱۹ مه ۱۹۵۰ در دربی) نوازنده گیتار بیس و خواننده انگلیسی است. او با خانواده‌ی ودگوود که در سفالگری شهرت دارند، نسبت دارد. ودگوود در سال ۱۹۶۸ و پس از اجرای آهنگ «میشل» از گروه بیتلز، که بزرگ‌ترین موفقیت آنها بود، به گروه اورلندرز پیوست و تا سال ۱۹۷۱ با آنها ماند.